# Zezé Moreira
Alfredo Moreira Júnior, mais conhecido como Zezé Moreira (Miracema, 16 de outubro de 1907 — Rio de Janeiro, 10 de abril de 1998), foi um treinador de futebol brasileiro, e também futebolista, que atuou como atacante. Era irmão de Aymoré Moreira e de Ayrton Moreira, também treinadores.

## Carreira
Treinou durante sua carreira vários clubes. Entre eles podem ser citados: Bahia, Botafogo, Fluminense, Cruzeiro, São Paulo e Corinthians, além da Seleção Brasileira e do Nacional de Montevidéu.
Foi jogador do já inexistente Sport Club Brasil, Flamengo, Palestra Itália (atual Palmeiras) e também do Botafogo. Treinou a Seleção Brasileira de 1952 a 1955.
Foi o técnico que mais dirigiu o Fluminense em sua História, um total de 467 partidas.
Morreu de insuficiência respiratória no Hospital Pedro Ernesto, em Vila Isabel, às 5h da madrugada.

## Títulos

### Como jogador
Flamengo
- Campeonato Carioca: 1925 e 1927
- Troféu Torre Sport Club: 1925
- Troféu Agência Hudson: 1925
- Troféu Jornal Commercio de Pernambuco: 1925
- Troféu Sérgio de Loreto: 1925
- Taça Dr. Afonso de Camargo: 1927
- Troféu Associação Paranaense de Desportos: 1927
- Campeonato Carioca de Segundo Quadros: 1925, 1927 e 1931
- Taça Companhia Aliança da Bahia: 1932
- Taça Interventor Federal da Bahia: 1932
- Torneio Aberto de Futebol do Rio de Janeiro: 1936
- Taça João Viana Seilir: 1937

Palmeiras
- Campeonato Paulista: 1934
- Campeonato Paulista de Segundo Quadros: 1934
- Troféu Fluminense: 1934
- Taça dos Campeões Estaduais Rio-São Paulo: 1934
- Taça Dante Del Mato: 1934
- Taça Prefeito Dr. Guilherme: 1934
- Taça Poços de Caldas: 1934
- Taça Revanche: 1934

Botafogo
- Torneio Início do Campeonato Carioca: 1938

### Como treinador
Botafogo
- Campeonato Carioca: 1948

Fluminense
- Campeonato Carioca: 1951 e 1959
- Taça Madalena Copello: 1951 (Fla-Flu)
- Taça Secretário da Viação de Obras Públicas da Bahia: 1951 (Esporte Clube Bahia versus Fluminense)
- Torneio José de Paula Júnior: 1952
- Copa Rio: 1952
- Taça Cinquentenário do Fluminense: 1952 (Copa Rio - Fluminense versus Corinthians)
- Taça Milone: 1952 (Copa Rio - Fluminense versus Corinthians)
- Copa das Municipalidades do Paraná: 1953
- Taça Desafio: 1954 (Fluminense versus Uberaba)
- Taça Movelaria Avenida: 1959 (Ceará Sporting Club versus Fluminense)
- Taça CSA versus Fluminense: 1959
- Taça Brasil - Zona Sul: 1960
- Torneio Rio-São Paulo: 1960
- Taça Ramon Cool J (Costa Rica): 1960 (Deportivo Saprissa versus Fluminense)
- Taça Canal Collor (México): 1960) (Club Atlético San Lorenzo de Almagro-ARG versus Fluminense)
- Taça Embotelladora de Tampico SA (México): 1960 (Deportivo Tampico versus Fluminense)
- Torneio Internacional de Verão do Rio de Janeiro: 1973

Vasco da Gama
- Taça Guanabara: 1965
- Torneio Rio-São Paulo: 1966

São Paulo
- Campeonato Paulista: 1970

Cruzeiro
- Campeonato Mineiro: 1975
- Copa Libertadores da América: 1976

Bahia
- Campeonato Baiano: 1978 e 1979

Nacional
- Campeonato Uruguaio: 1963 e 1969

Seleção Brasileira
- Campeonato Pan-Americano: 1952